# Kurtziella diomedea
Kurtziella diomedea är en snäckart som beskrevs av Bartsch och Alfred Rehder 1939. Kurtziella diomedea ingår i släktet Kurtziella och familjen kägelsnäckor. Inga underarter finns listade i Catalogue of Life.